# Megalopta gibbosa
Megalopta gibbosa är en biart som beskrevs av Heinrich Friese 1926. Megalopta gibbosa ingår i släktet Megalopta och familjen vägbin. Inga underarter finns listade i Catalogue of Life.